# Apak-Hodscha-Mausoleum

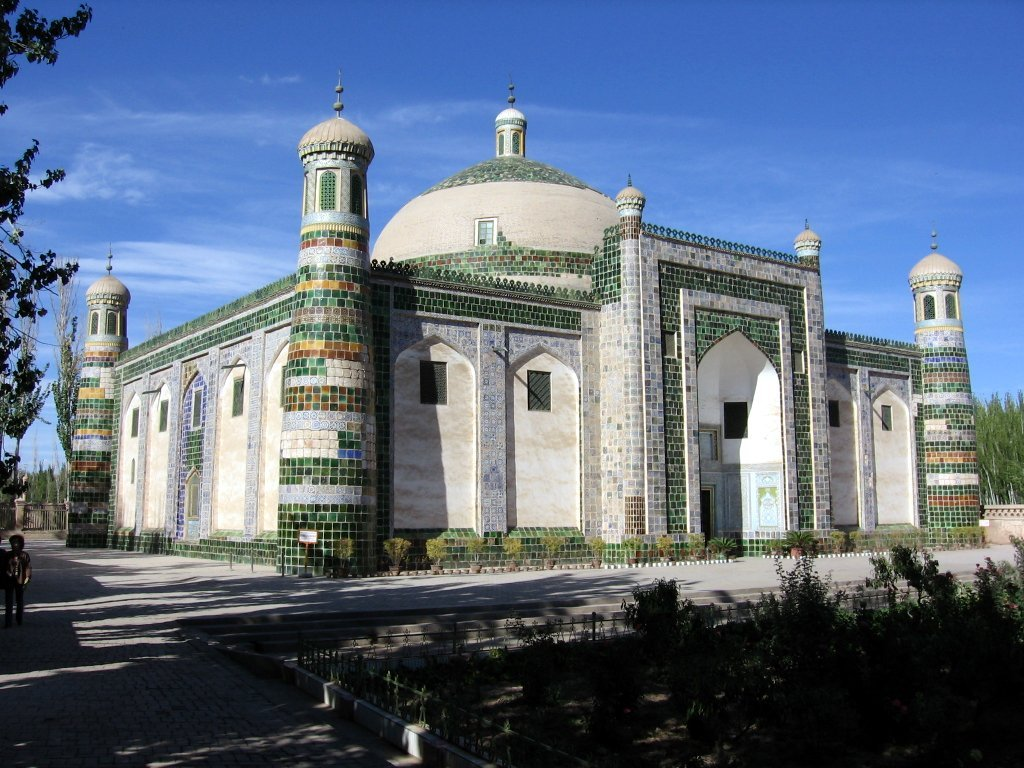
Apak-Hodschaa-Mausoleum in Kaschgar

Das Apak-Hodscha-Mausoleum (Apak-Khoja-Mausoleum) oder Abahejia-Grab (chinesisch 阿巴和加麻札, Pinyin Ābāhéjiā mázhá) ist das Grab des mächtigen regionalen Herrschers und religiösen Führers Hazrat Apak (ca. 1626–1695) und seiner Familienmitglieder in der Stadt Kaschgar (Kaxgar/Kashi) des Autonomen Gebiets Xinjiang in der Volksrepublik China. Ursprünglich wurde es 1640 für seinen Vater Yusuf Khoja erbaut.
Das Mausoleum steht seit 1988 auf der Liste der Denkmäler der Volksrepublik China (3-258).